# 池谷実悠
池谷 実悠（いけたに みゆ、1996年9月18日 - ）は、元テレビ東京のアナウンサー。

## 来歴・人物
静岡県裾野市出身。静岡県立三島北高等学校、東京女子大学現代教養学部人文学科を卒業。
大学時代にはテレビ朝日アスクに通い、アナウンサーコースを受講。テレビ朝日アスク時代には学生キャスターとして『News Access』（BS朝日）などへの出演経歴もある。大学1年生の時に欅坂46の1期生オーディション（当時は「鳥居坂46」名義オーディションだった）に応募して3次審査で落選したことがある。大学三年時には『東京女子大学 Miss Campus Contest 2017』のファイナリストとして出場。
野球が好きであり、高校時代には静岡県から夜行バスに乗り、阪神甲子園球場まで全国高等学校野球選手権大会・選抜高等学校野球大会を観戦に行ったこともある。「野球場でアルバイトをすればタダで野球を見られる」という動機で大学時代には東京ドームにて3年間ビールサーバーを背負い、売り子のアルバイトをしていた。本人によれば「1日に300杯を売り上げたことがある」という。
中国語検定「漢語水平考試(HSK)5級」、「口試(HSKK)初級」の資格を持つ。
2019年4月、テレビ東京にアナウンサーとして入社。2か月以上の社内研修後に『テレ東音楽祭2019』（2019年6月26日）のインターネット同時配信プログラムのリポーターとして同期入社の田中瞳、森香澄と共に登場し、同年7月10日・11日に放送された『ニュースモーニングサテライト』では気象情報などを担当して地上波初出演となった。
2019年11月から先輩の繁田美貴の産前産後休暇にともない、『ワタシが日本に住む理由』（BSテレビ東京）の司会を自身初のレギュラー番組として受け継いだ。
2020年4月からは毎週月・水・金曜日の『よじごじDays』司会を担当。
かなりのドライアイで、ニュース番組などでは眼鏡を着用して出演するときもあるが、2022年6月頃から裸眼で出演する時もある。
テレビ東京への入社前から同局の番組『モヤモヤさまぁ〜ず2』のファンであり、入社後もアシスタントとしての出演を希望していることを公言している。
2024年3月、自身が出演する番組で一般人男性と結婚したことを明らかにした。婚姻届の提出日は3月15日だったと公表している。
2024年9月末をもってテレビ東京を退社した。退職後は海外の大学院生として情報を発信している。

## 出演番組

### 退職時の担当番組
レギュラー出演番組
- 伊集院光&佐久間宣行の勝手にテレ東批評（2023年9月2日、11月4日 - 2024年9月28日、進行）

不定期出演番組
- デカ盛りハンター（ナレーション）
- TXN NEWS（キャスター）
- 野球を観て笑顔になろう!プロ野球!クセ強ベストナイン（2020年8月16日、2021年3月6日・5月30日・12月29日、2022年12月29日）

### 過去の出演番組
- 『よじごじDays』（2019年7月12日 - 2022年4月1日、不定期中継リポーター[26] →月・水・金曜日メインパーソナリティ[27]）
- ナイツのビールいかがっすか?（BSテレビ東京、2019年10月4日、ナレーション）
- 青春高校3年C組（「秋の体育祭ウィーク」2019年10月14 - 17日）- 中井りかの代理出演。
- 新春!お笑い名人寄席（2020年1月2日、中継リポーター）
- ワタシが日本に住む理由（BSテレビ東京、2019年11月4日 - 2020年12月）
- 7スタライブ（2021年1月8日 - 6月25日、メインキャスター）
- ワールドビジネスサテライト（2021年1月11日 - 3月、「トレンドたまご」担当）
- 日経テレ東大学（Web番組、2021年4月）[28]
- ゆうがたサテライト（2022年4月5日 - 2023年3月28日、火曜日キャスター）
- 〜夢のオーディションバラエティー〜Dreamer Z（2021年10月24日 - 2023年3月26日、MC）[7]
- 日経ニュース プラス9（2021年3月30日 - 2022年3月29日[29]、2023年10月 - 2024年3月29日）
- みんなのスポーツ Sports for All（2022年4月5日 - 2024年3月30日、火曜日キャスター・土曜日サブキャスター）
- スポーツ リアライブ〜SPORTS Real&Live〜（2024年4月2日 - 2024年8月30日、火曜日キャスター・土曜日サブキャスター）

## その他
- FRIDAYコラム“女子大学院生”池谷実悠の「ふつうじゃな〜い留学記」（2024年）[25]